# Susanne Ehnbåge
Susanne Ehnbåge, född 28 juni 1979, är en svensk företagsledare. Sedan 2018 är hon vd för Lindex. 
Ehnbåge studerade ekonomi på Handelshögskolan i Göteborg där hon kombinerade programmet med att läsa japansk kultur. 25 år gammal fick hon erbjudande att ta över ansvaret för Sibas e-handel, efter att i ett och ett halvt år arbetat som trainee i bolaget. Nio år senare blev Ehnbåge Sibas vd och Netonnet Groups vd, under samma period som Siba lades ned som varumärke. Hon har återkommande listats som en av Sveriges mäktigaste näringslivspersoner och 2017 tilldelades hon årets Ruter dam.
2018 tillträdde hon som vd för Lindex och senare också som koncern-vd på Stockman group. Utöver det är hon 2023 även styrelseledamot i bolag som Mio, Komplett och Ahlsell group.